# Обыкновенная жарарака
Обыкновенная жарара́ка (лат. Bothrops jararaca) — вид ядовитых ямкоголовых змей рода ботропсов, длиной тела до 1,5 м. Окраска верха желтовато-бурая, по бокам тела тянется два ряда темных С-образных пятен. Иногда они сливаются вдоль спины, образуя крестообразный рисунок.
На основе фермента из яда жарараки разработан лекарственный гипотензивный препарат «Каптоприл».

## Распространение
Жарарака обитает в центральной и южной Бразилии, где является самой массовой змеей, а также в Парагвае, Уругвае и северной Аргентине. Населяет кустарниковые и травянистые саванны и сухие редколесья. День проводит в укрытиях, иногда выползая погреться на солнце. Активна ночью, питается различными грызунами и птицами.
Жарарака представляет реальную угрозу для жизни человека. В Бразилии от 80 до 90 % всех змеиных укусов приходится на её долю. Как у всех ботропсов, яд жарараки вызывает сильные отеки и некроз тканей в области укуса. Без оказания медицинской помощи смертность составляет 10-12 %.

## В художественной литературе
- Красочно и недостоверно описываются в научно-фантастическом романе Артура Конан-Дойла «Затерянный мир» (1911), где массово нападают на путешественников в болоте и даже их преследуют. Возможное место действия произведения, в частности, плато Рорайма, ареал их распространения не охватывает.